# Ryohei Yamazaki
Ryohei Yamazaki (山崎 亮平 Yamazaki Ryohei?), född 14 mars 1989 i Chiba prefektur, är en japansk fotbollsspelare.
Yamazaki började sin karriär 2007 i Júbilo Iwata. Han spelade 115 ligamatcher för klubben. Med Júbilo Iwata vann han japanska ligacupen 2010. 2015 flyttade han till Albirex Niigata. 2018 flyttade han till Kashiwa Reysol.